# Labastide-Castel-Amouroux
Labastide-Castel-Amouroux är en kommun i departementet Lot-et-Garonne i regionen Nouvelle-Aquitaine i sydvästra Frankrike. Kommunen ligger i kantonen Bouglon som tillhör arrondissementet Marmande. År 2022 hade Labastide-Castel-Amouroux 317 invånare.

## Befolkningsutveckling
Antalet invånare i kommunen Labastide-Castel-Amouroux
| Referens: INSEE |